# Konobelodon
Il konobelodonte (gen. Konobelodon) è un mammifero proboscidato estinto, appartenente agli amebelodontidi. Visse nel Miocene superiore (circa 12 - 7 milioni di anni fa) e i suoi resti fossili sono stati ritrovati in Nordamerica, Europa, Africa e Asia.

## Descrizione
Questo animale doveva essere leggermente più piccolo di un attuale elefante indiano, e doveva superare i due metri e mezzo al garrese. Era dotato, come tutti i suoi stretti parenti, di una mandibola particolarmente allungata e stretta, che terminava in una sinfisi dalla quale spuntavano due zanne inferiori appiattite e allungate, dirette in avanti. La sinfisi era molto robusta e diretta verso il basso. Il secondo molare aveva una struttura tetralofodonte, mentre i terzi molari erano dotati di sei lofidi ben sviluppati. Le zanne inferiori erano dotate di dentina interna tubolare; questi tubi di dentina avevano una morfologia ben distinta da quella degli altri amebelodontidi: erano stretti, strutturalmente distinti verso la parte prossimale della zanna e tendenti a unificarsi verso la parte distale. La specie più antica, Konobelodon robustus, possedeva tubuli particolarmente sottili, una condizione ritenuta ancestrale (Wang et al., 2016).

## Classificazione
Konobelodon venne inizialmente proposto come sottogenere di Amebelodon da Lambert nel 1990, per accogliere le specie Amebelodon (Konobelodon) britti del Miocene superiore della Florida e Amebelodon (Konobelodon) cyrenaicus, del Miocene superiore della Libia. In seguito il sottogenere venne elevato a rango di genere e furono attribuite altre specie: K. atticus proveniente da Pikermi (Grecia) e K. robustus, del bacino di Linxia in Cina. 
Sembra che Konobelodon si sia originato in Asia per poi diffondersi in Europa, Africa e Nordamerica. Non è chiara l'origine di questo genere, come non sono chiare le reali affinità con altri mastodonti con le zanne a pala (amebelodontidi): alcuni pensano possa essere vicino ai generi Platybelodon e Torynobelodon (Konidaris et al., 2014), altri ritengono che le sue affinità siano da ricercare accanto a generi come Amebelodon e le sue origini possano essere vicine al genere Protanancus o a Tetralophodon (Wang et al., 2016).